# Феодора (супруга Романа I)
Феодора (греч. Θεοδώρα — Дар Божий; IX век — 20 февраля 922, Константинополь) — византийская императрица, супруга императора Романа I Лакапина.

## Жизнь
Её происхождение неизвестно. Она стала тёщей Константина VII в мае или июне 919 года, когда молодой император женился на её дочери Елене Лакапине. Её супруг Роман изначально был друнгарием флота, прежде чем подняться и стать фактическим регентом империи, когда он был провозглашён василеопатором. В сентябре 920 года Роман стал цезарем. 17 декабря 920 года он был коронован как соправитель и фактически стал старшим из двух соимператоров. Феодора была коронована как августа в январе 921 года. Она оставалась императрицей до самой своей смерти год спустя.
Феодора — единственная жена Романа, которая упоминается в первоисточниках, и традиционно считается матерью всех его законных детей. Тем не менее, она могла быть его второй супругой.
Симеон Метафраст называет некоего мастера Никиту тестем Романа I. Это, вероятно, делает его отцом Феодоры. Однако из других хроник известно, что Никита — отец Софии, жены Христофора Лакапина. Христофор был старшим сыном Романа. Это свидетельство обычно игнорируется как вероятная ошибка Симеона. Тем не менее, «Византийских семьях» (1975) Жана-Франсуа Ваннье интерпретирует комментарий как верный: таким образом и отец, и сын женились на дочерях Никиты. Это означало бы, что Феодора не могла быть матерью Христофора, поскольку её сын не мог жениться на своей сестре. Согласно этой версии Христофор был ребёнком от более раннего брака императора, а Феодора — второй женой Романа.

## Дети
- Христофор Лакапин — соимператор в 921—931 годах.
- Стефан Лакапин — соимператор в 924—945 годах.
- Константин Лакапин — соимператор в 924—945 годах.
- Феофилакт — патриарх Константинопольский в 933—956 годах.
- Елена Лакапина — супруга императора Константина VII.
- Агафия Лакапина — супруга  Романа Аргира; внук — император Роман III Аргир.